# Bao giờ cho đến tháng Mười
Bao giờ cho đến tháng Mười là một bộ phim tâm lý do Nghệ sĩ nhân dân Đặng Nhật Minh đạo diễn, ra mắt lần đầu năm 1984. Đây không chỉ là một bộ phim thành công và kinh điển của điện ảnh Việt Nam những năm đầu thập niên 1980, mà còn là 1 trong 18 bộ phim châu Á xuất sắc nhất mọi thời đại do CNN bình chọn.

## Nội dung
Bao giờ cho đến tháng mười

Lúa chín trên cánh đồng giông bão

Ta để lại sau lưng những ngày dài mong đợi

Những mất mát hi sinh, chịu đựng, khổ đau

Khi trời thu vẫn xanh mãi trên đầu
Đặng Nhật Minh
Trở về nhà sau chuyến đi thăm chồng ở biên giới Tây Nam, Duyên mang trong mình nỗi đau khôn tả: biết tin chồng chị đã hi sinh. Trên thuyền trở về, chị đã bị ngã xuống sông và được thầy giáo Khang cứu sống. Duyên giấu chuyện chồng hi sinh với mọi người trong gia đình đặc biệt là đối với người cha già đang có bệnh nặng. Để an ủi cha, Duyên nhờ Khang viết hộ những bức thư hỏi thăm gia đình như khi chồng chị còn sống. Những bức thư này đã mang lại niềm vui cho gia đình, nhưng nỗi đau thì một mình cô phải chịu đựng, nước mắt nuốt vào trong. Thế rồi, có nhiều tiếng đồn dị nghị rằng Duyên và thầy giáo Khang hai người có tư tình. Đến khi cảm thấy mình yếu, không còn sống được bao lâu, người cha chồng bảo Duyên gọi điện cho con trai về để gặp lần cuối. Đến lúc này, tin chồng mất đã không giấu được nữa...

## Diễn viên
- Nghệ sĩ ưu tú Lê Vân vai Duyên.[5]
- Nghệ sĩ ưu tú Hữu Mười vai thầy giáo Khang.[6]
- Nghệ sĩ ưu tú Đặng Lưu Việt Bảo vai Nam (chồng Duyên).[7][8]
- Trịnh Phong vai Tuấn (con trai Duyên).[9]
- Nguyễn Minh Vượng vai cô giáo Thơm.
- Lại Phú Cương vai bố chồng Duyên.[10]

## Kiểm duyệt
Cũng như nhiều bộ phim khác của mình, kịch bản Bao giờ cho đến tháng Mười do chính tay đạo diễn Đặng Nhật Minh soạn. Ngay sau khi trình kịch bản cho Cục Điện ảnh Việt Nam, ông đã được cảnh báo rằng, bộ phim có thể được phép quay nếu người góa phụ không yêu thầy giáo của làng. Mặc dù Đặng Nhật Minh đồng ý nhưng ông vẫn ám chỉ điều này trong các tình tiết phim. Mặc dù việc chiếu thử cho các cơ quan chức năng của Việt Nam diễn ra suôn sẻ, nhưng các quan chức tiếp tục đặt vấn đề với một số nội dung được cho là "mê tín dị đoan": phiên chợ âm dương và hình ảnh người chồng quá cố của cô Duyên xuất hiện trong các giấc mơ.
Dù được một số nhà nghiên cứu nước ngoài đánh giá đây là một điều rất đúng và phù hợp với tính cách và văn hóa người Việt, nhưng những chi tiết này này đã khiến bộ phim bị xét duyệt 13 lần trước khi được cố Tổng Bí thư Trường Chinh cho phép ra mắt khán giả. Việc liên tục bị xét duyệt đã khiến đạo diễn Đặng Nhật Minh cảm thấy mình như "kẻ tội phạm bị các phiên tòa lôi ra xét xử liên tục". Tâm linh vốn là một trong những đặc điểm không thể tách rời khỏi cuộc sống trong văn hóa người Việt Nam. Thứ trưởng Bộ Văn hóa đương thời là ông Đình Quang cũng nhận định, khi nào người Việt Nam còn có bàn thờ thì phiên chợ âm dương trong bộ phim vẫn sẽ có chỗ đứng của nó.

## Sản xuất
Sau khi được cấp phép, Đặng Nhật Minh bắt tay vào thực hiện bộ phim. Lúc bấy giờ, Việt Nam vẫn trong thời bao cấp, mọi việc đều phụ thuộc vào nhà nước, và đoàn làm phim được phân cho một máy quay phim cũ của Liên Xô. Vì chất lượng máy quay phim quá kém nên rất nhiều thước phim đã bị hỏng. Điều này khiến cho đạo diễn Đặng Nhật Minh mất kiên nhẫn và quyết định đến mượn máy quay phim tại Viện Sốt rét ký sinh trùng và côn trùng, nơi cha ông từng là viện trưởng. Đây vốn là chiếc máy quay do Liên Xô viện trợ cho Viện để quay các bộ phim giáo khoa về phòng chống sốt rét.
Thành công sau khi cùng hợp tác qua bộ phim Thị xã trong tầm tay, đạo diễn Đặng Nhật Minh tiếp tục mời Nguyễn Hữu Tuấn vào vị trí quay phim, nhưng ông Tuấn từ chối. Ban đầu, người đảm nhận quay chính là Nguyễn Mạnh Lân, vốn là giảng viên quay phim của Trường Điện ảnh Việt Nam. Tuy nhiên, khi bộ phim đang thực hiện thì Nguyễn Lân nhận được thông báo sang giảng dạy tại Campuchia trong vòng 1 tháng. Không muốn đoàn làm phim phải kéo dài thời gian, Đặng Nhật Minh quyết định để phó quay Phạm Tiến Đạt thay thế vị trí quay chính. Điều này đã khiến Nguyễn Mạnh Lân không vừa ý và tuyên bố sẽ không quay trở về đoàn làm phim nữa. Giám đốc hãng phim lúc bấy giờ là Hải Ninh vốn không chấp nhận việc để phó quay phim đảm nhận quay chính, nhưng sau đó đã cử thêm nhà quay phim Nguyễn Đăng Bảy đến hỗ trợ đoàn phim.
Mặc dù thời điểm này đã là năm 1984, gần 1 thập kỷ sau khi Chiến tranh Việt Nam kết thúc, bộ phim cũng ra đời sau nhiều bộ phim khác cùng về đề tài sự mất trong chiến tranh, nhưng đạo diễn Đặng Nhật Minh vẫn e ngại rằng những điều mình thể hiện có thể bị hiểu lệch lạc. Trong bài báo "Lời tự sự của người làm phim" đăng trên Tạp chí Điện ảnh số 2 năm 1985, Đặng Nhật Minh đã dẫn lại một đoạn trích trong lời tựa của kịch bản:
| “                                                                       | Viết về những hy sinh, mất mát trong chiến tranh là một việc khó, bởi phải viết sao để không rơi vào bi quan ảm đạm, hoặc trái lại, lạc quan khí thế một cách giả tạo. Trong lúc đó những hy sinh to lớn lao là có thật. Kịch bản phim Bao giờ cho đến tháng mười được viết ra không ngoài mục đích nói tới sự thật hiển nhiên đó thêm một lần nữa, nhận rõ những giá trị thiêng liêng của đời sống mà chung ta sống hôm nay. | ” |
| — Đặng Nhật Minh, Lời tựa cuối của kịch bản Bao giờ cho đến tháng mười. | |   |

## Công chiếu
Bộ phim chính thức được phát sóng trên truyền hình Việt Nam vào năm 1984. Năm 1985, không chỉ xuất hiện tại Liên hoan phim quốc tế Moskva, Bao giờ cho đến tháng Mười còn được công chiếu tại Liên hoan phim quốc tế Hawaii, đánh đấu lần đầu tiên một bộ phim điện ảnh Việt Nam được trình chiếu tại một liên hoan phim của Hoa Kỳ. Năm 1988, bộ phim tiếp tục xuất hiện tại Liên hoan phim quốc tế Hồng Kông. Năm 1989, Liên hoan phim Hawaii đã công chiếu bộ phim này một lần nữa. Về sau, bộ phim liên tục được công chiếu tại nhiều liên hoan phim quốc tế như Liên hoan phim Toronto, Liên hoan phim Busan và Liên hoan phim Bengaluru.

## Đón nhận
Không chỉ vướng mắc ở khâu kiểm duyệt kịch bản, sau khi bộ phim ra mắt cũng đã nhận được nhiều ý kiến khen chê trái chiều khác nhau. Trong đó có 1 ý kiến cho rằng:
| “                                              | Điện ảnh xã hội chủ nghĩa không bao giờ đơn thuần khai thác vào những vấn đề bi thảm, cũng không bao giờ dựa vào yếu tố bi thảm để phê phán xã hội, dẫn đến những cảm giác mềm yếu cho người xem... Đương nhiên không ai đòi hỏi Duyên phải mang tính chất anh hùng theo kiểu cổ động, sống sượng, nhưng vẫn đòi hỏi từ hình tượng Duyên, sẽ dẫn xã hội đến chiều hướng nào? | ” |
| — Tạp chí Điện ảnh Việt Nam số 2/1985, trang 4 | |   |

Cũng từ những nhận xét như vậy mà tại buổi tổng kết nghệ thuật năm 1984 của Xí nghiệp Phim truyện Việt Nam, nhiều nhà sáng tác và phê bình đánh giá rằng mục đích của bộ phim chưa được làm rõ. Mặc dù nhận nhiều ý kiến trái chiều, nhưng bộ phim không chỉ giành được 7 giải thưởng tại Liên hoan phim Việt Nam bao gồm Bông sen vàng, mà còn được chào đón ở nhiều liên hoan phim quốc tế và nhận được nhiều giải thưởng, đề cử. Bộ phim được dư luận đánh giá là đỉnh cao trong sáng tác của Đặng Nhật Minh.
Ngay tại lần đầu tiên được công chiếu tại Liên hoan phim Hawaii, bộ phim đã rất được khán giả quốc tế đón nhận. Bộ phim đã mô tả lại cuộc chiến từ một góc nhìn mà hầu hết người Mỹ chưa bao giờ được nhìn thấy từ những tác phẩm của Hollywood. Cùng 5 bộ phim quốc tế khác, Bao giờ cho đến tháng Mười đã được đề cử Giải thưởng Trung tâm Đông Tây cho bộ phim mang lại hiểu biết chuyên nghiệp tốt nhất giữa các dân tộc Châu Á, Thái Bình Dương và Hoa Kỳ. Sự thành công rực rỡ với cả giới phê bình lẫn công chúng đã giúp bộ phim giành được giải đặc biệt từ ban giám khảo. Ngoài ra, bộ phim còn nhận được bằng khen của Ủy ban Bảo vệ hòa bình tại Liên hoan phim quốc tế Moskva.
Tính đến năm 2006, đây là một trong các 30 bộ phim được thư viện thành phố Fukuoka lưu giữ bảo quản tại phòng lưu trữ số 3. Ngày 15 tháng 9 năm 2008, CNN đánh giá "Bao giờ cho đến tháng Mười" là một trong 18 bộ phim châu Á xuất sắc mọi thời đại. Một số tài liệu nhận định rằng, bộ phim xứng đáng được xếp vào hàng những tác phẩm kinh điển của thế giới.

## Giải thưởng và đề cử
| Năm  | Lễ trao giải                             | Hạng mục                           | Đối tượng đề cử      | Kết quả       | Nguồn         |
| ---- | ---------------------------------------- | ---------------------------------- | -------------------- | ------------- | ------------- |
| 1985 | Liên hoan phim quốc tế Hawaii            | Giải thưởng ban giám khảo          | —                    | Giải đặc biệt | [ 35 ]        |
| 1985 | Liên hoan phim quốc tế Moskva lần thứ 14 | Giải thưởng chính                  | —                    | Đề cử         | [ 36 ]        |
| 1985 | Liên hoan phim quốc tế Moskva lần thứ 14 | Giải thưởng Ủy ban Bảo vệ hòa bình | —                    | Đoạt giải     | [ 30 ]        |
| 1985 | Liên hoan phim ba châu lục               | Giải Khí cầu đốt lửa vàng          | —                    | Đề cử         | [ 37 ]        |
| 1985 | Liên hoan phim Việt Nam lần thứ 7        | Phim truyện điện ảnh               | —                    | Bông sen vàng | [ 27 ] [ 38 ] |
| 1985 | Liên hoan phim Việt Nam lần thứ 7        | Đạo diễn xuất sắc                  | NSND Đặng Nhật Minh  | Đoạt giải     | [ 39 ]        |
| 1985 | Liên hoan phim Việt Nam lần thứ 7        | Nam diễn viên xuất sắc             | NSƯT Hữu Mười        | Đoạt giải     | [ 40 ]        |
| 1985 | Liên hoan phim Việt Nam lần thứ 7        | Nữ diễn viên xuất sắc              | NSƯT Lê Vân          | Đoạt giải     | [ 41 ]        |
| 1985 | Liên hoan phim Việt Nam lần thứ 7        | Quay phim xuất sắc                 | NSƯT Nguyễn Mạnh Lân | Đoạt giải     | [ 42 ]        |
| 1985 | Liên hoan phim Việt Nam lần thứ 7        | Họa sĩ thiết kế xuất sắc           | Nguyễn Văn Vý        | Đoạt giải     | [ 42 ]        |
| 1985 | Liên hoan phim Việt Nam lần thứ 7        | Âm nhạc xuất sắc                   | Phú Quang            | Đoạt giải     | [ 42 ]        |
| 1989 | Liên hoan phim châu Á-Thái Bình Dương    | Giải thưởng ban giám khảo          | —                    | Giải đặc biệt | [ 43 ]        |